# Torymoides erythromma
Torymoides erythromma är en stekelart som först beskrevs av Jean-Jacques Kieffer 1910.  Torymoides erythromma ingår i släktet Torymoides och familjen gallglanssteklar. Inga underarter finns listade i Catalogue of Life.